# Innkreisbahn

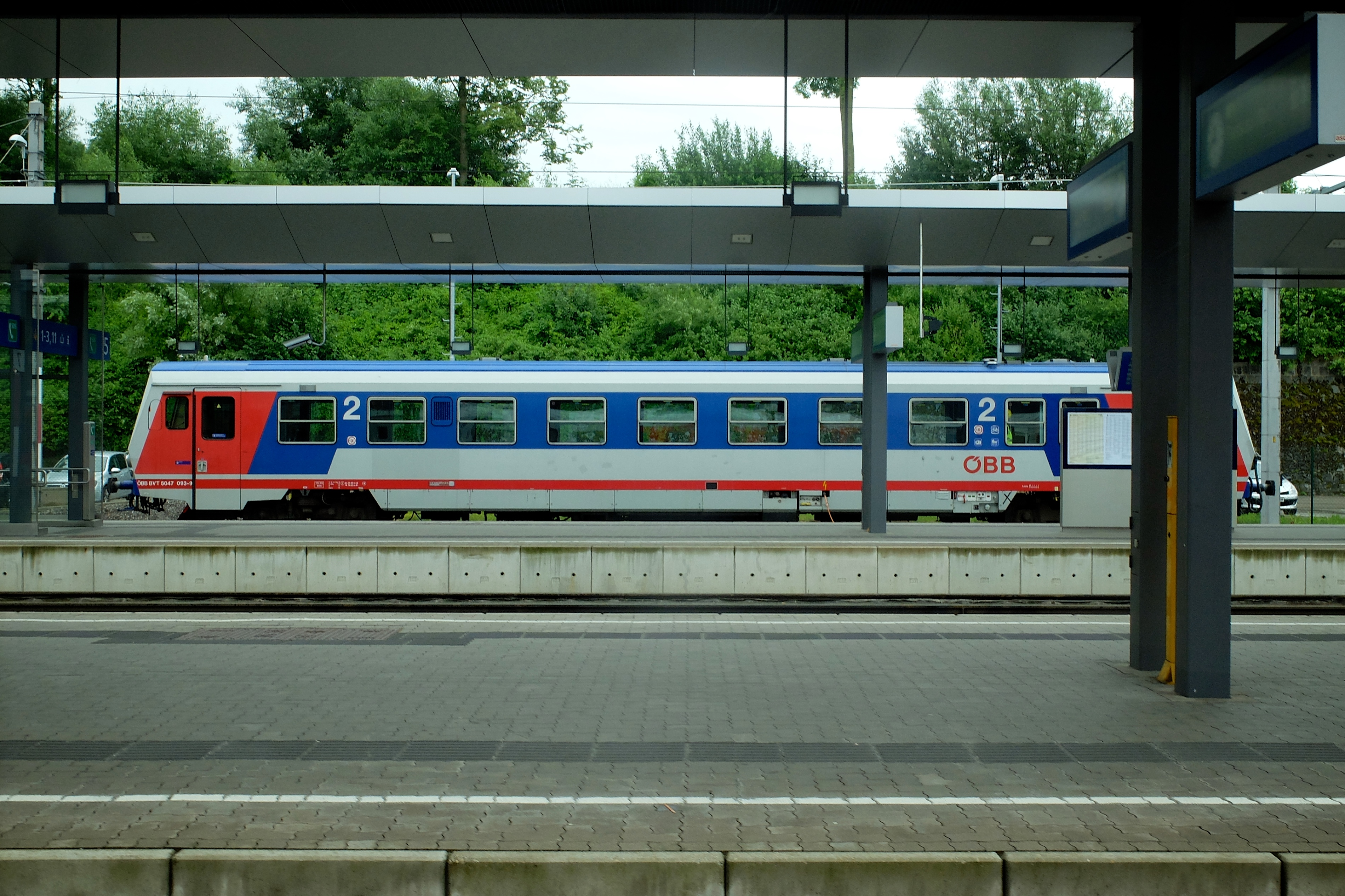
ÖBB 5047 sorozatú motorkocsi Bahnhof Neumarkt-Kallham állomáson

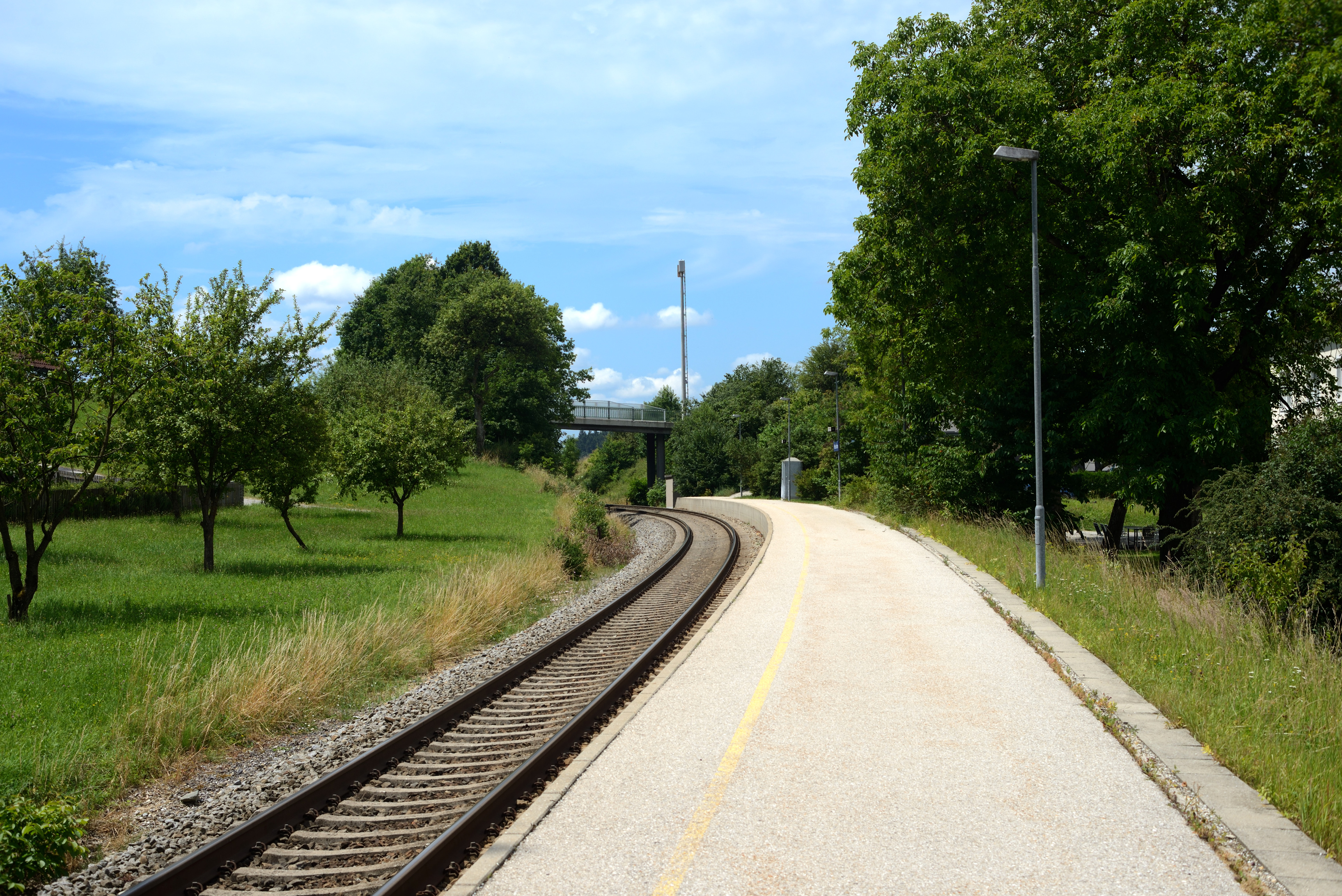
Haltestelle Peterskirchen

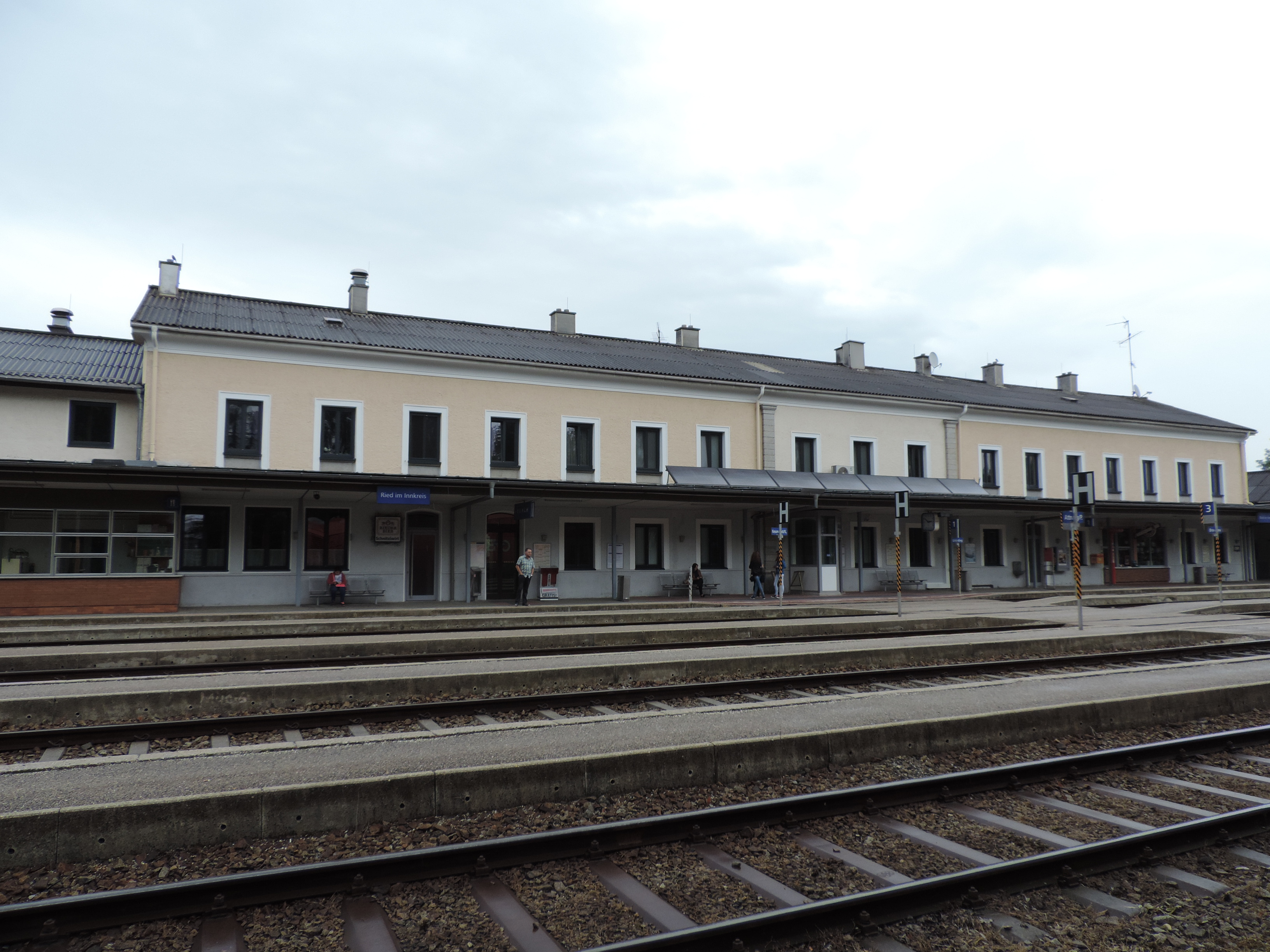
Bahnhof Ried im Innkreis

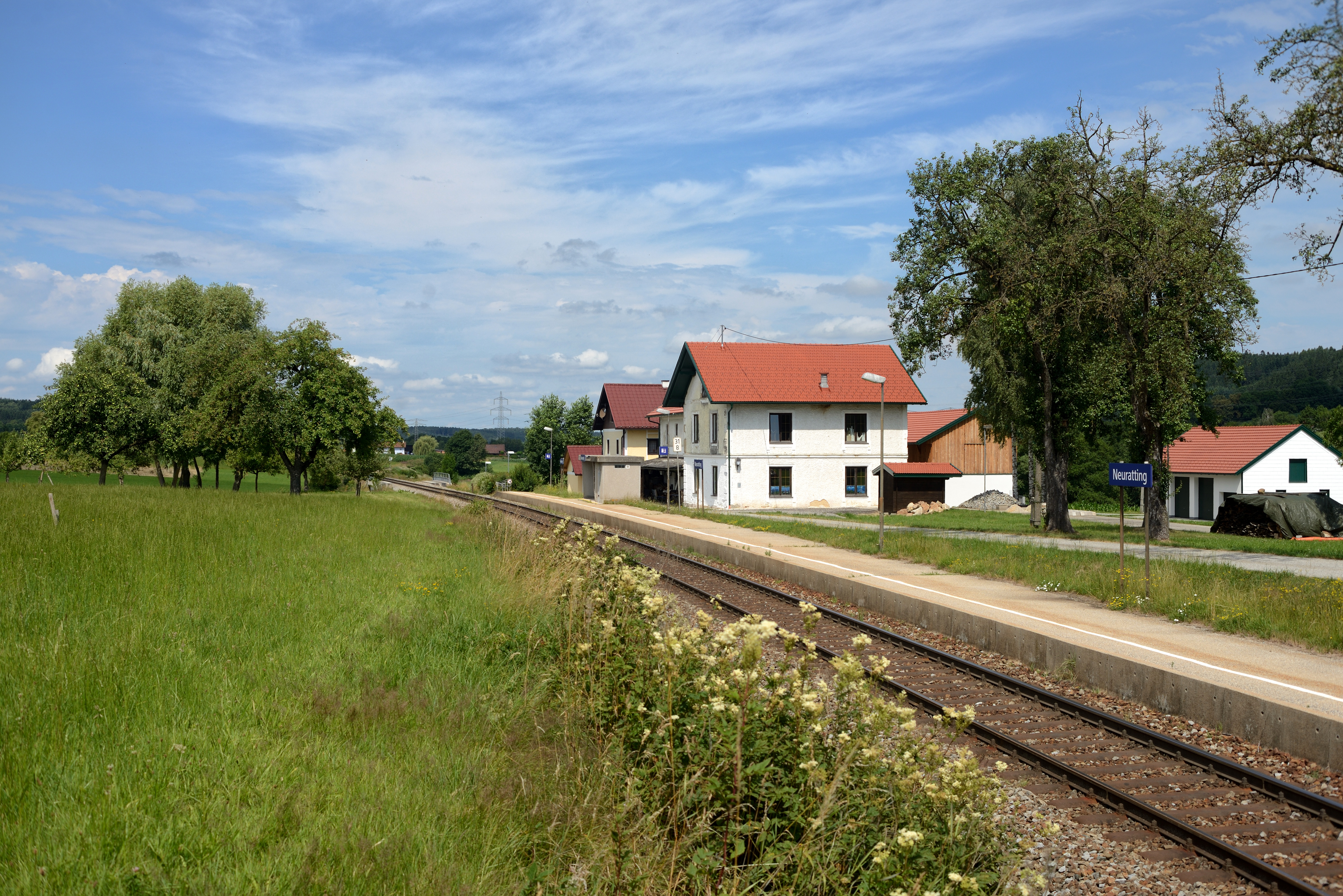
Haltestelle Neuratting

Az Innkreisbahn, más néven Innviertelbahn egy egyvágányú, nem villamosított fővonal Felső-Ausztriában. A Wels–Passau-vasútvonalon Neumarkt-Kallham állomástól Ried im Innkreis és Braunau am Inn településeken át a német államhatárig tart, ahol csatlakozik a München–Simbach-vasútvonalhoz. Az Innkreisbahn így összeköti az Innviertelt Felső-Ausztria és Bajorország központi régiójával. A vonal az ÖBB-Infrastruktur AG kiegészítő hálózatának része.
Ez a legrövidebb összeköttetés Bécs és München között. Ezért az Orient expressz 1883 és 1897 között ezt az útvonalat használta. 2013 óta azonban a két város közötti távolsági közlekedés teljes egészében Salzburgon keresztül vezet, mivel a másik útvonal jobban kiépített és teljesen villamosított, és Salzburg nagy térsége mint fontos közlekedési csomópont nem maradhat ki. Az útvonalat 2029-re tervezik villamosítani.

## Története
Míg Schärding 1861-ben, a passaui vasút üzembe helyezésével csatlakozott a vasúthálózathoz, addig a másik két innvierteli járási székhely, Ried és Braunau kezdetben vasúti összeköttetés nélkül maradt. Mivel az Innviertel földrajzilag és történelmileg erősen Bajorország felé orientálódott, a riedi lakosok nyomására létrejött egy Neumarktból Ried-en keresztül Braunau-ba vezető vonal, amely csatlakozott a bajor vasúthálózathoz. Az építési és üzemeltetési engedélyt 1865-ben adták meg, 1868-ban Riedben megalapították a k.k. priv. Aktiengesellschaft der Neumarkt - Ried - Braunauer Bahn k.k. részvénytársaságot, és egy évvel később megkezdődtek az építési munkálatok. A vasúttársaságot 1870-ben megvásárolta a Kaiserin-Elisabeth-Bahn, amely már a Bécs-Salzburg vasútvonalat (müncheni csatlakozással) üzemeltette, mivel a Ried és Braunau érintésével Münchenbe vezető 65 km-rel rövidebb, Ried és Braunau útján közlekedő vasútvonal konkurenciájától tartott.
A Neumarkt-Kallham - Braunau vonal üzemeltetése 1870. december 20-án kezdődött meg. Miután elkészült az Inn hídja és megnyílt a Simbachból Mühldorfon át Münchenbe vezető vonal, 1871. június 1-jén megindult a forgalom Simbach állomás felé. 1882-ben a Kaiserin-Elisabeth-Bahnt államosították, és a vonal a k.k. Staatsbahnen részévé vált. 1883-tól 1897-ig az Orient Expressz a későbbi Salzburg helyett Simbachon keresztül közlekedett.
A Felső-Ausztria tartomány és az ÖBB között 2019 júliusában bemutatott megállapodás szerint a vonal teljes hosszát 2030-ig villamosítani kell.
A "Neue Innkreisbahn" az ÖBB által 2024 januárjától tervezett nagy teljesítményű vonal, amely teljesen új útvonalon halad majd. Elsődleges célja, hogy Mühldorf am Inn-en keresztül jobban összekösse Bécset és Linzt Münchennel. A 2040-es célhálózat bemutatója csak sematikusan ábrázolja az útvonalat. Látható, hogy a vasút Welstől délnyugatra ágazik le a Westbahn-ról, keresztezi a Salzkammerguti- és a Mattigtali-vasútvonalat, majd Mühldorf felé halad tovább. A két kereszteződő vasútvonalon átszállási lehetőségeket kell létrehozni. Az új megállók a "Hausruckviertel" és az Innviertel nevet kapják.

## Technológia
Pram-Haag és Mining között a vonalat Ried im Innkreis távvezérlő állomás egyszerűsített távvezérlésű üzemben irányítja. Ried im Innkreis és Braunau am Inn állomásokon, valamint a Dietfurtban lévő Mining 1 csomóponton helyben van személyzet. Neumarkt-Kallham állomáson 2015 óta nincs személyzet. 2015 óta Ried im Innkreis állomáson egy elektronikus jelzőállomást használnak, míg Braunau am Inn állomáson továbbra is két (részben formális jelzőtechnikával felszerelt) jelzőállomást. A vonal PZB vonatbiztosítással van felszerelve. Éjszaka (0-4 óra között) a teljes vonal üzemben van, és ebben az időszakban Neumarkt-Kallham és Braunau am Inn közötti áthaladásra vannak beállítva a kitérők.

## Személyszállítás
A Neumarkt-Kallham és Simbach (Inn) közötti útvonalon regionális vonatok közlekednek. Ezek hétköznapokon napközben óránként, reggel csúcsidőben, délben és késő délután (körülbelül) félóránként, vasárnap és ünnepnapokon pedig kétóránként közlekednek. E vonatok egy része közvetlenül Welsből vagy Linzből indul. Ezenkívül vannak olyan regionális gyorsvonatok, amelyeket betétvonatként használnak.
A legkorábbi vonatok Neumarkt-Kallham irányába Braunau am Innből 5:14-kor, Ried im Innkreisből pedig 4:42-kor indulnak hétköznapokon, míg a legkésőbbi csatlakozás Neumarkt-Kallhamból Riedbe 0:00-kor, Braunauba pedig 0:32-kor érkezik.
A 2013. decemberi menetrendváltás óta a vonatok új időközönként közlekednek, ami jelentősen javította az átszállási kapcsolatokat. Az Innkreisbahn vonatai most már Simbach am Innben közvetlenül csatlakoznak a Südostbayernbahnhoz, Ried im Innkreisben újra bevezették a "Spinne Ried" pókot (ez a Simbach am Inn, Schärding, Neumarkt-Kallham és Attnang-Puchheim vonatok egyidejű találkozására utal), és az Innkreisbahn utasai most már közvetlenül csatlakozhatnak a Linzből a  bécsi főpályaudvarra közlekedő Railjet vonatokhoz. A 2008-ban bevezetett, Münchenből Mühldorf am Inn-en keresztül Garstenbe közlekedő közvetlen vonat, amely legutóbb csak naponta egyszer járt, a 2013-as menetrendváltással megszűnt, így ezen az útvonalon már nincs átszállásmentes csatlakozás Bajorország és Felső-Ausztria között.
A gyorsítás érdekében ezen az útvonalon minden megállóhelyet igény szerinti megállóhelyként üzemeltetnek. Ez azt jelenti, hogy a regionális vonatok csak akkor állnak meg, ha a vonaton a leszálláshoz megnyomják a megállást kérő gombot, vagy ha utasok várakoznak a peronon.

### A mozdonyok és kocsik használata
A regionális vonatok többsége még mindig a régebbi 5047-es sorozatú dízel motorkocsikból áll, bár egyre gyakrabban használnak ÖBB 5022 sorozatú dízel motorkocsikat ("Desiro") is. Az egyes, nagy kihasználtságú vonatok "CityShuttle" kocsikból állnak, és ÖBB 2016 sorozatú dízelmozdonyok vontatják őket.

## Teherszállítás
A teherszállítás csak másodlagos jelentőségű az Innkreisbahnon. A cukorrépa-kampány idején Ried im Innkreisből Ennsbe közlekednek irányvonatok; a kocsikat üres szerelvényekként szállítják. Ried im Innkreis és Neumarkt-Kallham között alkalmanként tolatós tehervonatok is közlekednek. Egy munkanapon egyszer egy vegyes tehervonat közlekedik Braunau am Inn vagy Mühldorf am Inn és a wels-i rendezőpályaudvar között. Hetente két napon az LTE Logistik- und Transport GmbH által üzemeltetett kokszvonat közlekedik Žiar nad Hronom (Szlovákia) és a burghauseni (Németország) Wacker-gyár között. Kelet-nyugati irányban azonban a vonat kezdetben menetrend szerint a Westbahnon keresztül Steindorfba, majd onnan a Mattigtal-vasútvonalon keresztül Braunau am Innbe közlekedik. Az összes tehervonatot menetrend szerint ÖBB 2016 sorozatú mozdonyok vontatják.